# 로타 스배르드
로타 스배르드(스웨덴어: Lotta Svärd)는 핀란드의 여성 자원보충군 준군사조직이다. 그 단원들을 로타(스웨덴어: Lotta)라고 했다. 1918년 창설되어 1920년대와 1930년대에 여러 가지 사회복지 업무를 수행했다. 제2차 세계대전기에는 전쟁터에 끌려간 남자들의 자리를 대신하기 위해 동원되어 병원, 방공 등 보충임무를 수행하며 정규군과 공조했다.